# プラチャンタカーム駅
プラチャンタカーム駅（プラチャンタカームえき、タイ語:สถานีรถไฟประจันตคาม）は、タイ王国の中部プラーチーンブリー県プラチャンタカーム郡にある、タイ国有鉄道東本線の駅である。

## 概要
プラチャンタカーム駅は、タイ王国中部プラーチーンブリー県の人口5万5千人が暮らすプラチャンタカーム郡にある東本線の駅である。クルンテープ駅（バンコク）からは137.65km地点に位置し、普通列車利用で3時間程度である。町のほぼ中心部に位置し、駅の正面側は北向きである。駅前を700m程行くと国道33号線が走っている。
三等駅で1日に8本の列車（4往復）の発着があり、いずれも普通列車である。

## 歴史
1908年1月24日に、東本線のクルンテープ駅 - チャチューンサオ駅(60.99km)が開業した。その17年後の1925年1月1日に、当駅を含むカビンブリー駅までの延伸工事が完了しそれに伴い当駅も開業した。
- 1908年1月24日【開業】クルンテープ駅 - チャチューンサオ駅(60.99km)
- 1925年1月1日 【開業】チャチューンサオ駅 - カビンブリー駅 (100.27km)

## 駅構造
単式ホーム1面1線を持つ地上駅であり、駅舎はホームに面している。